# Gäst hos Hagge
Gäst hos Hagge är en TV-serie (talkshow) från Göteborg med Hagge Geigert som programledare. Hagge gjorde personliga intervjuer med kända personer. Det första avsnittet sändes den 30 maj 1975 med Georg Rydeberg som gäst. Serien pågick i flera omgångar 1975-1991, med sammanlagt 85 program. 
Programmen var alltid orepeterade, men Geigert brukade träffa sina gäster över en lunch några veckor före inspelningen och på själva inspelningsdagen brukade personen anlända upp till ett par timmar före. Hagge Geigert hade en sällsynt förmåga att få sina gäster att visa upp helt nya och oväntade sidor av sig själva. Lill-Babs fick lägga sig på rygg och lyfta tjugofem kilo skrot samtidigt som hon sjöng. Anni-Frid Lyngstad fick visa sina färdigheter i att lägga bandage och att tillaga sjömansbiff. Advokaten Henning Sjöström hade ett förflutet som idrottsman och fick kasta spjut i studion. Anna-Greta Leijon dansade hambo med skådespelaren Stefan Ljungqvist. Siw Malmkvist spelade mandolin och sjöng andliga sånger, medan Agnetha Fältskog fick skala lök samtidigt som hon sjöng "Jag skulle äga miljoner om tårar var guld".
Största framgången i serien var programmet med Volvochefen Pehr G Gyllenhammar som sågs av 3,7 miljoner tittare. Efter sändningen med utrikesministern Sten Andersson blev redaktionen nerringd av folk som undrade "Var han nykter?". Andersson visade sig vara en kvalitativ underhållare, något som TV-tittarna inte väntat sig av en politiker.
Hagge Geigert lyckades med konststycket att få många personer som normalt inte ställde upp i intervjuer att medverka i programmen. Anita Ekberg var förbannad på svenska journalister och hade inte framträtt i svensk TV på många år när hon gästade Hagge. Olof Palme som var mycket mån om sitt privatliv berättade mycket öppenhjärtigt om sin barndom och uppväxt. Flera kungligheter ställde upp i serien bland andra Prins Bertil och Lennart Bernadotte. Några av Hagges önskegäster tackade nej, däribland Ingmar Bergman, drottning Silvia och Astrid Lindgren.
Programmet är en av titlarna i boken Tusen svenska klassiker (2009).

## Gäster hos Hagge
- 1975, 30 maj - Georg Rydeberg
- 1975, 6 juni - Hjördis Petterson
- 1975, 13 juni - Janne Carlsson
- 1975, 20 juni - Jan Sparring

- 1976, 24 april - Sten Broman
- 1976, 1 maj - Tage Erlander
- 1976, 8 maj - Gunnar Björnstrand
- 1976, 15 maj - Lennart Hyland
- 1976, 29 maj - Kjerstin Dellert
- 1976, 22 maj - Carl Johan Bernadotte

- 1977, 19 augusti - Olof Palme
- 1977, 26 augusti - Tore Wretman
- 1977, 3 september - Siw Malmkvist
- 1977, 10 september - Sven Stolpe

- 1979, 13 januari - Per Oscarsson
- 1979, 20 januari - Eva Rydberg
- 1979, 3 februari - Stikkan Anderson
- 1979, 10 februari - Georg "Åby" Ericson
- 1979, 17 februari - Arne Thorén

- 1980, 30 maj - Ingemar Johansson
- 1980, 6 juni - Henning Sjöström
- 1980, 13 juni - Britt Ekland
- 1980, 27 juni - Gunnar Gren
- 1980, 4 juli - Charlie Norman

- 1981, 8 maj - Prins Bertil
- 1981, 22 maj - Anita Lindblom
- 1981, 29 maj - Kid Severin
- 1981, 26 juni - Lars Orup
- 1981, 12 juni - Sixten Jernberg

- 1982, 9 februari - Lill-Babs
- 1982, 16 februari - Sigge Fürst
- 1982, 23 februari - Bertil Gärtner
- 1982, 2 mars - Anita Ekberg

- 1982, 4 november - Alice Babs
- 1982, 11 november - Jörn Donner
- 1982, 18 november - Lennart Bernadotte
- 1982, 25 november - Bengt "Big Bengt" Erlandsson

- 1983, 5 maj - Anni-Frid Lyngstad
- 1983, 12 maj - Magnus Härenstam & Brasse Brännström
- 1983, 19 maj - Harry Brandelius
- 1983, 26 maj - Sven-Bertil Taube

- 1984, 27 april - Jan Lindblad
- 1984, 4 maj - Marianne Bernadotte af Wisborg
- 1984, 11 maj - Alf Svensson
- 1984, 18 maj - Jan Malmsjö
- 1984, 29 maj - Gunnar Hellström

- 1985, 17 maj - Pehr G Gyllenhammar
- 1985, 24 maj - Carola Häggkvist
- 1985, 31 maj - Ingemund Bengtsson
- 1985, 7 juni - Agnetha Fältskog (50:e gästen)
- 1985, 14 juni - Inga Gill

- 1986, 14 mars - Birgit Nilsson
- 1986, 21 mars - Jan Myrdal
- 1986, 4 april - Lars Widding
- 1986, 18 april - Björn Skifs
- 1986, 28 mars - Kjell Lönnå

- 1987, 18 februari - Ingvar Carlsson
- 1987, 25 februari - Meg Westergren
- 1987, 4 mars - Hasse Tellemar
- 1987, 11 mars - Wenche Myhre
- 1987, 18 mars - Ingemar Stenmark

- 1987, 27 november - Bo Setterlind
- 1987, 20 november - Kikki Danielsson
- 1987, 4 december - Gunde Svan
- 1987, 11 december - Sten Andersson
- 1987, 26 december - Christina Schollin
- 1988, 6 januari - Ingvar Kjellson

- 1989 - Anna-Greta Leijon
- 1989 - Herman Lindqvist
- 1989 - Leif Silbersky
- 1989 - Mona Seilitz
- 1989, 28 april - Ian Wachtmeister
- 1989 - Carl-Gustaf Lindstedt

- 1991 - Maj Fant
- 1991 - Lill Lindfors
- 1991, 13 februari - Maud Adams[2]
- 1991 - Tomas von Brömssen
- 1991 - Jan Carlzon
- 1991 - Artur Erikson

## Partiledarintervjuer
Inför valet 1991 gjorde Hagge en serie partiledarintervjuer under rubriken Gäst hos Hagge. Den ende riksdagspartiledare, som inte blev intervjuad var moderatledaren Carl Bildt.
- 10 maj - Olof Johansson (Centerpartiet)
- 17 maj - Bengt Westerberg (Folkpartiet)
- 24 maj - Ingvar Carlsson (Socialdemokraterna)
- 31 maj - Margareta Gisselberg (Miljöpartiet)
- 7 juni - Lars Werner (Vänsterpartiet)
- 14 juni - Alf Svensson (Kristdemokraterna)

## Gäst-tröjor
1987 började Hagge dela ut speciella tröjor som en present till sina gäster. Tröjorna var försedda med fyndiga och mer eller mindre småelaka texter på ryggen. Sålunda gick Ingvar Carlsson hela sommaren med sin Bildt-reklam på ryggen. Här är några exempel på de tröjor som delades ut.

- Kikki Danielsson - Lill-Babs, vem är det ?
- Bo Setterlind - BO i Strängnäs
- Gunde Svan - Wassberg kommer strax.
- Sten Andersson - von Andersson.
- Christina Schollin - Nej, jag är hennes mor
- Ingvar Kjellson - Jag är roligare än jag ser ut.
- Meg Westergren - Bergman - här är jag!
- Hasse Tellemar - Stockholm ligger norr om Södertälje
- Wenche Myhre - Tacka vet jag Sverige!
- Ingvar Carlsson - Carl Bildt är också människa!
- Ingemar Stenmark - Jag är en riktig pratmakare
- Anna-Greta Leijon - Ett brev betyder för mycket
- Herman Lindqvist - Jag älskar min fru
- Leif Silbersky - Bråk lönar mig.
- Mona Seilitz - Se framsidan!!
- Ian Wachtmeister - Jag är en grevlig människa
- Carl-Gustaf Lindstedt - Kungen har snott mitt namn.

### Fotnoter
1. ↑  Gradvall et al 2009, nr. 437
2. ↑  https://smdb.kb.se/catalog/search?q=G%C3%A4st+hos+Hagge+typ%3Atv&sort=NEWEST